# Tour de France 2012/20. Etappe
Die 20. und letzte Etappe der Tour de France 2012 fand am 22. Juli 2012 statt und führte über 120 Kilometer von Rambouillet nach Paris auf den Rundkurs der Avenue des Champs-Élysées. Es gab zwei Bergwertungen der 4. Kategorie.

## Teilnehmende Teams
- BMC Racing Team (BMC)
- RadioShack-Nissan (RNT)
- Team Europcar (EUC)
- Euskaltel-Euskadi (EUS)
- Lampre-ISD (LAM)
- Liquigas-Cannondale (LIQ)
- Garmin-Sharp (GRS)
- AG2R La Mondiale (ALM)
- Cofidis, le Crédit en Ligne (COF)
- Saur-Sojasun (SAU)
- Sky ProCycling (SKY)
- Lotto Belisol Team (LTS)
- Vacansoleil-DCM (VCD)
- Katusha Team (KAT)
- FDJ-Big Mat (FDJ)
- Rabobank Cycling Team (TLJ)
- Movistar (MOV)
- Team Saxo Bank-Tinkoff Bank (STB)
- Astana Pro Team (AST)
- Omega Pharma-Quick Step (OPQ)
- Orica GreenEdge (OGE)
- Team Argos-Shimano (TGA)

## Strecke
Die kürzeste Etappe der diesjährigen Tour führte in nordöstlicher Richtung durch die Départements Yvelines, Essonne und Hauts-de-Seine. Der Start befand sich beim Park des Schlosses Rambouillet. Nach der Durchquerung des regionalen Naturparks Haute Vallée de Chevreuse folgten bei Saint-Rémy-lès-Chevreuse und Châteaufort kurz nacheinander die letzten beiden Bergwertungen der Tour. Über Viroflay und Boulogne-Billancourt erreichen die Fahrer Paris. Dem rechten Ufer der Seine folgend, erreichten sie den traditionellen Rundkurs auf den Champs-Élysées, der acht Mal befahren werden musste. Auf der dritten Runde wurde der Zwischensprint ausgefahren.

## Rennverlauf
153 der ursprünglich 198 Fahrer gingen an den Start. Wie bei der letzten Etappe einer Tour üblich, war die erste Hälfte des Rennens von sehr geringem Tempo geprägt. Die Fahrer nahmen sich die Zeit, miteinander zu reden oder für Fotos zu posieren. Thomas Voeckler und Rubén Plaza sicherten sich die letzten Bergwertungen. George Hincapie, mit 17 Tour-Teilnahmen alleiniger Rekordhalter, führte das Feld auf die Champs-Élysées.
Mit Beginn der ersten Schlussrunde erhöhte sich das Tempo markant. Auf der zweiten Runde rissen Danilo Hondo und Jens Voigt aus dem Feld aus. Sie konnten einige Sekunden Vorsprung herausfahren, wurden aber bald nach der Zwischensprintwertung wieder eingeholt. Auf der vierten Runde gab es einen weiteren Ausreißversuch. Zu Voigt gesellten sich Sébastien Minard, Lars Bak, Anders Lund, Marcus Burghardt, Bram Tankink, Maxim Iglinski, Nicolas Edet, Jean-Marc Marino, Aljaksandr Kuschynski, Rui Costa und Karsten Kroon.
Die zwölfköpfige Spitzengruppe konnte einen maximalen Vorsprung von 30 Sekunden herausfahren, fiel aber in der siebten Runde auseinander. An der Spitze verblieben nur noch Voigt, Minard und Costa, die sich gegen die Einholung durch das Feld wehrten. Schließlich wurden sie auf der letzten Runde, drei Kilometer vor dem Ziel, eingeholt. Das Team Sky setzte sich an die Spitze des Feldes, um den Sprint für Mark Cavendish zu lancieren. Dieser konnte sich mit einer Radlänge Vorsprung auf Peter Sagan durchsetzen und gewann somit zum vierten Mal in Folge die Schlussetappe der Tour.

## Bergwertungen
| Côte de Saint-Rémy-lès-Chevreuse Kategorie 4 nach 36,5 km auf 153 m 1,1 km bei 6,7 % |            |                       |        |
| 1.                                                                                   | Frankreich | Thomas Voeckler (EUC) | 1 Pkt. |

| Côte de Châteaufort (Stèle Jacques Anquetil) Kategorie 4 nach 40,5 km auf 155 m 0,9 km bei 4,5 % |         |                   |        |
| 1.                                                                                               | Spanien | Rubén Plaza (MOV) | 1 Pkt. |

## Punktewertung
| Zwischensprint in Paris (Champs-Élysées) nach 84,5 km auf 53 m |                        |                              |         |
| 1.                                                             | Deutschland            | Danilo Hondo (LAM)           | 20 Pkt. |
| 2.                                                             | Deutschland            | Jens Voigt (RNT)             | 17 Pkt. |
| 3.                                                             | Frankreich             | Thibaut Pinot (FDJ)          | 15 Pkt. |
| 4.                                                             | Deutschland            | Patrick Gretsch (ARG)        | 13 Pkt. |
| 5.                                                             | Spanien                | Rubén Pérez (EUS)            | 11 Pkt. |
| 6.                                                             | Danemark               | Lars Bak (Radsportler) (LTB) | 10 Pkt. |
| 7.                                                             | Belgien                | Johan Vansummeren (GRM)      | 9 Pkt.  |
| 8.                                                             | Italien                | Manuel Quinziato (BMC)       | 8 Pkt.  |
| 9.                                                             | Belgien                | Kevin De Weert (OPQ)         | 7 Pkt.  |
| 10.                                                            | Niederlande            | Karsten Kroon (SAX)          | 6 Pkt.  |
| 11.                                                            | Deutschland            | Christian Knees (SKY)        | 5 Pkt.  |
| 12.                                                            | Australien             | Michael Rogers (SKY)         | 4 Pkt.  |
| 13.                                                            | Frankreich             | Julien Fouchard (COF)        | 3 Pkt.  |
| 14.                                                            | Australien             | Richie Porte (SKY)           | 2 Pkt.  |
| 15.                                                            | Vereinigtes Konigreich | Chris Froome (SKY)           | 1 Pkt.  |

| Ziel in Paris (Champs-Élysées) nach 120 km auf 38 m |                        |                            |         |
| 1.                                                  | Vereinigtes Konigreich | Mark Cavendish (SKY)       | 45 Pkt. |
| 2.                                                  | Slowakei               | Peter Sagan (LIQ)          | 35 Pkt. |
| 3.                                                  | Australien             | Matthew Goss (OGE)         | 30 Pkt. |
| 4.                                                  | Argentinien            | Juan José Haedo (SAX)      | 26 Pkt. |
| 5.                                                  | Belgien                | Kris Boeckmans (VCD)       | 22 Pkt. |
| 6.                                                  | Neuseeland             | Greg Henderson (LTB)       | 20 Pkt. |
| 7.                                                  | Slowenien              | Borut Božič (AST)          | 18 Pkt. |
| 8.                                                  | Deutschland            | André Greipel (LTB)        | 16 Pkt. |
| 9.                                                  | Norwegen               | Edvald Boasson Hagen (SKY) | 14 Pkt. |
| 10.                                                 | Frankreich             | Jimmy Engoulvent (SAU)     | 12 Pkt. |
| 11.                                                 | Vereinigte Staaten     | Tyler Farrar (GRM)         | 10 Pkt. |
| 12.                                                 | Niederlande            | Koen de Kort (ARG)         | 8 Pkt.  |
| 13.                                                 | Italien                | Luca Paolini (KAT)         | 6 Pkt.  |
| 14.                                                 | Frankreich             | Yohann Gène (EUC)          | 4 Pkt.  |
| 15.                                                 | Frankreich             | Sébastien Hinault (ALM)    | 2 Pkt.  |